# Carl Wåhlström
Carl Wåhlström, född 14 mars 1736 i Västlands församling, Uppsala län, död 25 november 1790 i Vaksala församling, Uppsala län, var en svensk orgelbyggare. Den största orgeln han byggde var i Vasa kyrka, nuvarande Gamla Vasa, med 28 stämmor. Wåhlström utförde även reparationer runt i Stockholm och Åbo.

## Biografi
Carl Wåhlström föddes 1736 i Snatrabodarna i Västlands socken i Uppsala län. Han var son till organisten Anders Wåhlström och Cecilia Törnroos. Han blev 1750 elev hos Jonas Gren och Petter Stråhle i Stockholm. Wåhlström blev senast 1761 orgelbyggargesäll hos Gren och Stråhle. Han tog över deras verkstad och privilegium 1765. Han flyttade åren 1776–1777 till Finland. Olof Schwan övertog verkstaden efter att han hade flyttat.

### Familj
Wåhlström gifte sig 28 augusti 1766 i Stockholm med Inga Margareta Högström (1746–1812). Hon var dotter till prosten Pehr Högström och Katarina Fjellström. De fick tillsammans sonen Peter Wåhlström (1770–1817), som blev fänrik och flyttade till Överkalix.

## Lista över orglar
| År   | Ursprunglig kyrka                  | Stift      | Bild | Manualer | Pedal        | Stämmor | Bevarad orgel/fasad | Övrigt |
| ---- | ---------------------------------- | ---------- | ---- | -------- | ------------ | ------- | ------------------- | --- |
| 1765 | Vallby kyrka                       | Uppsala    |      | 1        | Bihangspedal | 10      | Nej/Nej             | Kontrakt med Jonas Gren och Petter Stråhle 1763. |
| 1765 | Råneå kyrka                        | Härnösands |      | 1        | Bihangspedal | 10      | Nej/Nej             | Olof Schwan satte upp orgelverket i kyrkan under 28 dagar. |
| 1767 | Tövsala kyrka                      | Åbo        |      | 1        | Bihangspedal | 11      | Nej/Ja              | Orgeln skänktes till kyrkan av Johan Österman. Den hade 3 bälgar och byggdes med en stor öppning som orgeln i Klara kyrka. Byggdes tillsammans med Olof Schwan.                 |
| 1767 | Rimito kyrka                       | Åbo        |      | 1        | Bihangspedal | 8       | Nej/Ja              | Orgeln skänktes till kyrkan av handelsmannen Henrik Österman. Byggdes tillsammans med Olof Schwan.                                                                              |
| 1768 | Ilmola kyrka                       | Åbo        |      | 1        | Bihangspedal | 8       | Nej/Ja              | Orgeln kostade 7300 daler kopparmynt och hade en dubbelblåsbälg. Byggdes tillsammans med Olof Schwan.                                                                           |
| 1769 | Julita kyrka                       | Strängnäs  |      | 1        | Bihangspedal | 12      | Nej/Nej             | Orgeln skänktes till kyrkan av grevinnan Charlotta Sjöblad. |
| 1769 | Svinnegarns kyrka                  | Uppsala    |      |          |              | 8       | Ja/Ja               | [ 5 ] |
| 1772 | Ulrika Eleonora kyrka, Helsingfors | Finland    |      | 1        |              | 8       | Nej/Nej             | Orgeln flyttades senare till Finby kyrka. Nuvarande fasad tillskrivs Wåhlström men följer ett senare stilideal.                                                                 |
| 1772 | Elisabethskyrkan, Fredrikshamn     | Finland    |      |          |              |         | Nej/Nej             | Tillverkade ett öververk. Orgeln och kyrkan förstördes i en brand 1821. Kontrakt skrevs med Gren och Stråhle och de avled före fullbordandet. Orgeln fullbordades av Wåhlström. |
| 1784 | S:ta Maria kyrka, Korsholm         | Finland    |      | 2        | Självständig | 28      | Nej/Nej             | |
| 1785 | Brahestads gamla kyrka             | Finland    |      | 1        | Bihangspedal | 8       | Nej/Nej             | Användes gamla delar från Bejerorglet (8/I, 1689) som var förstörda i Stora ofreden 1714.                                                                                       |
| 1785 | Östre-Borg                         |            |      |          |              |         |                     | [ 5 ] |

### Reparationer
| År        | Ursprunglig kyrka | Stift   | Bild | Manualer | Pedal        | Stämmor | Bevarad orgel/fasad            | Övrigt |
| --------- | ----------------- | ------- | ---- | -------- | ------------ | ------- | ------------------------------ | --- |
| 1768      | Tierps kyrka      | Uppsala |      | 1        | Självständig | 14      |                                | 1747 byggde Olof Hedlund, Stockholm en orgel med 14 stämmor. Orgeln stod långt fram i kyrkan. 1768 flyttades orgeln till västra delen i kyrkan av Wåhlström. |
| 1784      | Jakobstads kyrka  | Finland |      | 1        |              | 10      | Nej/Delvis i Jakobstads museum | 1784 flyttade och reparerade Wåhlström med Jakob Westervik en gammal orgel av Anders Telin från Vasa (Korsholm) till Jakobstad.                              |
|           | Borås kyrka       | Skara   |      | 2        | Självständig | 28      |                                | Johan Niclas Cahman, Stockholm byggde 1736 en orgel med 28 stämmor för 5000 daler silvermynt. Wåhlström reparerade orgeln.                                   |
|           | Klara kyrka       |         |      |          |              |         |                                | Reparation. |
|           | Katarina kyrka    |         |      |          |              |         |                                | Reparation. |
| 1789      | Rasbo             | Uppsala |      |          |              |         |                                | Renovering, stämning |
| 1789/1790 | Vaksala           | Uppsala |      |          |              |         |                                | Reparation av blåsbälg |

## Gesäller
- Olof Schwan (1744–1812). Han var 1767 orgelbyggargesäll hos Wåhlström.[7]
- Hans Bergstedt (född 1738). Han var 1767 snickargesäll hos Wåhlström.[7]
- Johan Blanck (född 1740). Han var 1767 snickargesäll hos Wåhlström.[7]
- Johan Westelman (född 1740). Han var 1767 lärling hos Wåhlström.[7]
- Wilhelm Londiger (född 1746). Han var 1767 lärling hos Wåhlström.[7]
- Adolph Hessler. Han var 1767 lärling hos Wåhlström.[7]
- Anders Rangström (1743–1801). Han var 1769 gesäll hos Wåhlström.[7]
- Olof Flygare. Han var 1769 gesäll hos Wåhlström.[7]
- Jöns Lindström (född 1740). Han var 1769–1770 gesäll hos Wåhlström.[7]
- Erik Wikander (född 1743). Han var 1770 lärgosse hos Wåhlström.[8]